# 22. september
22. september je 265. dan leta (266. v prestopnih letih) v gregorijanskem koledarju. Ostaja še 100 dni.

## Dogodki
- 1609 – iz Španije izgnani krščeni muslimani
- 1862 – Abraham Lincoln izda proklamacijo, da so vsi sužnji v južnih državah ZDA svobodni
- 1914 – nemška podmornica U-9 pred nizozemsko obalo v eni uri potopi tri britanske križarke
- 1940 – Francosko-japonska konvencija v Hanoju
- 1944 – zavezniki osvobodijo Boulogne-sur-Mer
- 1947 – ustanovljen Informacijski biro komunističnih in delavskih partij, krajše informbiro
- 1960 – Mali razglasi neodvisnost
- 1961 – ameriški Kongres potrdi ustanovitev mirovnih enot
- 1969 – Ljudska republika Kitajska sporoči, da je izvedla svoj prvi jedrski poskus
- 1980 – z iraškim vdorom v jugozahodni del Irana se prične osemletna iransko-iraška vojna
- 1985 – francoski predsednik vlade Laurent Fabius prizna, da so francoski agenti na Novi Zelandiji potopili Greenpeaceovo ladjo Rainbow Warrior
- 1996 – Avstralec Bob Dent postane prvi človek, na katerem izvedejo evtanazijo
- 2004 – incident na slovenski strani reke Dragonja, pri katerem je hrvaška policija zadržala 12 slovenskih državljanov in pri tem tudi poškodovala Janeza Podobnika, ki je bil med priprtimi

## Rojstva
- 1013 – Richeza Poljska, ogrska kraljica žena († 1075)
- 1515 – Anna Klevska, žena Henrika VIII. († 1557)
- 1547 – Philipp Nikodemus Frischlin, nemški pesnik, jezikoslovec († 1590)
- 1680 – Barthold Heinrich Brockes, nemški pesnik († 1747)
- 1715 – Jean-Étienne Guettard, francoski geolog, mineralog († 1786)
- 1741 – Peter Simon Pallas, nemški prirodoslovec in raziskovalec († 1811)
- 1791 – Michael Faraday, angleški fizik, kemik († 1867)
- 1829 – Nguyen Phuoc Hoang Nham - Tu Duc, vietnamski cesar († 1883)
- 1882 – Wilhelm Keitel, nemški feldmaršal († 1946)
- 1883 – Franc Ošlai, slovenski zgodovinar, pisatelj in iredentist na Madžarskem († 1932)
- 1885 – Erich Oswald von Stroheim, ameriški filmski režiser avstrijsko-judovskega rodu († 1957)
- 1889 – Edison Pettit, ameriški astronom († 1962)
- 1893 – Aleksej Fjodorovič Losev, ruski filozof († 1988)
- 1896 – Veno Pilon, slovenski slikar, grafik, fotograf († 1970)
- 1900 – ajatola Ruholah Musavi Homeini, iranski voditelj († 1989)
- 1903 – Vinko Košak, slovenski pesnik, publicist († 1942)
- 1906 – Ilse Koch, nemška nacistka († 1967)
- 1907 – Maurice Blanchot, francoski pisatelj in filozof († 2003)
- 1917 – Janez Gradišnik, slovenski pisatelj, prevajalec († 2009)
- 1918 – Henryk Szeryng, poljsko-mehiški violinist judovskega rodu († 1988)
- 1920 – William Harrison Riker, ameriški politični znanstvenik († 1993)
- 1922 – Chen Ning Franklin Yang, kitajsko-ameriški fizik, nobelovec 1957
- 1951 – David Coverdale, angleški rock glasbenik
- 1953 – Ségolène Royal, francoska političarka
- 1957 – Nick Cave, avstralski glasbenik, tekstopisec, pisatelj
- 1958:
  - Andrea Bocelli, italijanski tenorist
  - Vinko Möderndorfer, slovenski pesnik, dramatik in režiser
- 1959 – Saul Perlmutter, ameriški astrofizik, nobelovec 2011
- 1971 – Princesa Marta Ludovika Norveška
- 1976 – Luís Nazário de Lima Ronaldo, brazilski nogometaš
- 1981 – Joci Pápai, madžarski pevec
- 1982 – Maarten Stekelenburg, nizozemski nogometaš
- 1987 – Tom Hilde, norveški smučarski skakalec

## Smrti
- 1072 – Ouyang Xiu, kitajski državnik, zgodovinar, esejist, pesnik (* 1007)
- 1158 – Oton iz Freisinga, nemški škof in zgodovinar (* 1114)
- 1241 – Snorri Sturluson, islandski zgodovinar, pesnik, politik (* 1179)
- 1253 – Dogen Zendži, japonski utemeljitelj soto budizma (* 1200)
- 1306 – Janez Pariški, francoski teolog, filozof (* 1255)
- 1345 – Henrik Plantagenet, angleški plemič, 3. grof Lancaster, 3. grof Leicester (* 1281)
- 1369 – Gvido Gonzaga, italijanski condottiero, vladar Mantove  (* 1290)
- 1408 – Ivan VII. Paleolog, bizantinski cesar (* 1370)
- 1539 – Guru Nanak, ustanovitelj sikhizma (* 1469)
- 1566 – Johann Agricola, nemški teolog (* 1494)
- 1688 – François Bernier, francoski zdravnik, popotnik in filozof (* 1620)
- 1741 – Jožef Samassa, slovenski izdelovalec zvonov (* 1692)
- 1777 – John Bartram, ameriški naravoslovec, botanik (* 1699)
- 1848 – James Dunlop, škotsko-avstralski astronom (* 1793)
- 1872 – Vladimir Ivanovič Dalj, ruski leksikograf, narodopisec, jezikoslovec (* 1801)
- 1919 – Alojz Gašpar, slovenski pisatelj na Madžarskem (* 1848)
- 1930 – Jožef Sakovič, pisatelj, vnet borec za prekmurski jezik (* 1874)
- 1952 – Kaarlo Juho Ståhlberg, finski predsednik (* 1865)
- 1957 – Tojoda Soemu, japonski admiral (* 1885)
- 1958 – Izidor Cankar, slovenski umetnostni zgodovinar, pisatelj (* 1886)
- 1979 – Otto Robert Frisch, avstrijski fizik (* 1904)
- 2001 – Isaac Stern, ameriški violinist (* 1920)
- 2007 – Marcel Marceau, francoski pantomimik (* 1923)